# 安藤良整
安藤 良整（あんどう りょうせい）、安藤豊前守（あんどうぶぜんのかみ）は、戦国大名・後北条氏の家臣。氏康・氏政・氏直の3代に仕えた。小田原城の代官の筆頭として城下町の内政を中心に活躍したとされる。なお、永禄年間から奉行人を務めていたとみられている。『所領役帳』の編者の1人としてその名がみえ、虎印判状が多く残されている。三浦浄心『北条五代記』にも「安藤升」を考案したこと、暦の再計算を行ったことなどの逸話を載せている。

## 略歴
永禄12年（1569年）以前から、小田原城にあって、段銭などの公事収納や、扶持・公用（職人衆使役の手当）などの支出を担当しており、経済関係の吏僚だったとみられている。
『所領役帳』の玉縄衆の一覧の末尾に永禄2年（1559年）2月12日付で筆者として「安藤豊前守」の名がみえる。
『新編相模国風土記稿』によると、永正3年（1506年）に小田原の万町に来て庵を結んでいた僧・摂果に帰依し、堂宇建立の依願を受けて、北条氏康に言上して一町田町の寺地を下賜され、永禄6年（1563年）4月上旬に誓願寺を建立した。
- 同年に発給された、同寺建立を伝える伝馬手形の付箋に「御奉行安藤豊前守御役所より」とあり、この頃には奉行衆の一員で、寺院建立を要請できる身分だった（＝軽役・軽禄ではなかった）とみられている。

永禄12年（1569年）から天正16年（1588年）にかけて奉者を務め、虎印判状が20通近く残っている。
元亀元年（1570年）12月に今川氏真が家臣に与えた知行地の売却を承認した判物において、配下の吏僚だったとみられる山角弥十郎とともに証人とされている。
天正元年（1573年）頃に入道し、「良整」と名乗った。
天正6年（1578年）7月2日に、天正4年頃、北条氏政から印判状を受け取って唐土へ渡った三官という唐人が黒船で戻り、三崎港に着岸したとき、氏政の検使として三崎を訪れ、売買の交渉にあたった。
文書上、最後にその名が見えるのは天正17年（1589年）9月に多摩川で洪水が発生し、これから起こった領地争いの検使として赴いた記録である。
『日本城郭大系』によると軍事面では野庭関城の城将を務めた。
没年は不詳。

## 安藤升
三浦浄心『北条五代記』によると、北条氏康以前の関東には、伊豆や相模で使われていた、京升より少し大きい「榛原升」と、武蔵以東の国で使われていた、「大升」という升のすみに手掛けの付いた1俵に3升入・5升入・1斗入の升があって、国や地方によって使われている升は異なっていた。氏康時代に領国の升を榛原升に統一しようとして、百姓が先例通りとするよう訴訟を起こしたため取り止めになったが、武蔵や上総でも大方、榛原升を使っていた。この升を考案したのが安藤豊前守で、榛原升は「安藤升」とも呼ばれていた。
- 安藤升と大きさの異なる升を私に作った伊北弥五右衛門尉は、天正12年（1584年）10月に小田原の芦子河原で磔になった[7]。

## 暦の再計算
『北条五代記』によると、北条氏の領国内では、伊豆国の三島大社で作成された三島暦と、武蔵国の氷川神社で作成された大宮暦という、置閏法の解釈の異なる二種類の暦（民間暦・仮名暦）が使用されていたが、天正10年（1582年）12月に、大の月と小の月の違いが出た。北条氏政は2所の陰陽師を召し寄せて尋問したが、争論となり、元旦をいつ祝えばよいのかが定まらなかった。そこで算術に優れた安藤に再計算を命じ、安藤は私宅に籠って再計算をした結果、三島暦が正しいと結論付けた。
北条氏領内では三島暦が採用されることとなり、大宮暦の頒暦が禁止されたため、大宮暦は衰微したと言われている（「改暦 - 天正10年の例」参照）。

## 滅亡の予言
『北条五代記』によると、小田原が繁栄していた頃、友人に、氏綱の「春松院」という追号について、「3人の日をまつ」という意味だから、北条家の武運は長くないだろう、といっていた。相手は聞いて不思議に思っていたが、それから3代目の氏直の代に、安藤の予言の通り後北条氏は滅亡した。

## 人物像
『北条五代記』は、「関八州の代官を。一人して沙汰する。世にこえ、利根、才智にして。一つをもて、百を察し。爰を見ては。かしこをさとる。権化の者といひならはせり」と評している。